# Campeonato Mundial de Curling Mixto de 2023
El VII Campeonato Mundial de Curling Mixto se celebró en Aberdeen (Reino Unido) entre el 14 y el 21 de octubre de 2023 bajo la organización de la Federación Mundial de Curling (WCF) y la Federación Británica de Curling.
Las competiciones se realizaron en el centro Curl Aberdeen de la ciudad escocesa.

## Tabla de posiciones
| Pos | Grupo A      | G | P | G–P |
| --- | ------------ | - | - | --- |
| 1   | Suecia       | 8 | 0 | –   |
| 2   | Japón        | 6 | 2 | 1–0 |
| 3   | Bélgica      | 6 | 2 | 0–1 |
| 4   | Inglaterra   | 5 | 3 | –   |
| 5   | Irlanda      | 4 | 4 | –   |
| 6   | Escocia      | 3 | 5 | –   |
| 7   | Israel       | 2 | 6 | –   |
| 8   | Países Bajos | 8 | 1 | 1–0 |
| 9   | Gales        | 8 | 1 | 0–1 |

| Pos | Grupo B       | G | P | G–P |
| --- | ------------- | - | - | --- |
| 1   | Canadá        | 8 | 0 | –   |
| 2   | China Taipéi  | 5 | 3 | –   |
| 3   | Australia     | 4 | 4 | 2–1 |
| 4   | Eslovenia     | 4 | 4 | 2–0 |
| 5   | Polonia       | 4 | 4 | 1–1 |
| 6   | Hungría       | 4 | 4 | 1–0 |
| 7   | Nueva Zelanda | 3 | 5 | –   |
| 8   | Lituania      | 2 | 6 | 1–0 |
| 9   | Finlandia     | 2 | 6 | 0–1 |

| Pos | Grupo C        | G | P | G–P |
| --- | -------------- | - | - | --- |
| 1   | España         | 7 | 0 | –   |
| 2   | Estados Unidos | 5 | 2 | 1–0 |
| 3   | Italia         | 5 | 2 | 0–1 |
| 4   | Alemania       | 4 | 3 | –   |
| 5   | Austria        | 3 | 4 | –   |
| 6   | India          | 2 | 5 | 1–0 |
| 7   | Estonia        | 2 | 5 | 0–1 |
| 8   | Brasil         | 0 | 7 | –   |

| Pos | Grupo D         | G | P | G–P |
| --- | --------------- | - | - | --- |
| 1   | Noruega         | 7 | 0 | –   |
| 2   | Letonia         | 6 | 1 | –   |
| 3   | Suiza           | 5 | 2 | –   |
| 4   | Ucrania         | 3 | 4 | 1–0 |
| 5   | Eslovaquia      | 3 | 4 | 0–1 |
| 6   | República Checa | 2 | 5 | –   |
| 7   | Nigeria         | 1 | 6 | 1–0 |
| 8   | Hong Kong       | 1 | 6 | 0–1 |

## Cuadro final
- Todos los partidos en la hora local del Reino Unido (UTC+1).

|  | Clasif. a cuartos | Clasif. a cuartos |                |        | Cuartos de final | Cuartos de final |        |              | Semifinales   | Semifinales   |  |  | Final         | Final         |
|  | 20 de octubre     | 20 de octubre     |                |        | 20 de octubre    | 20 de octubre    |        |              | 21 de octubre | 21 de octubre |  |  | 21 de octubre | 21 de octubre |
|  |                   |                   |                |        |                  |                  |        |              |               |               |  |  |               |               |
|  |                   |                   |                |        |                  |                  |        |              |               |               |  |  |               |               |
|  |                   |                   |                |        |                  |                  |        |              |               |               |  |  |               |               |
|  | Suecia            | 7                 |                |        |                  |                  |        |              |               |               |  |  |               |               |
|  | Suecia            | 7                 | China Taipéi   | 4      |                  |                  |        |              |               |               |  |  |               |               |
|  |                   | Bélgica           | China Taipéi   | 4      | 2                |                  |        |              |               |               |  |  |               |               |
|  | Bélgica           | Bélgica           | 6              |        | 2                | Suecia           | 7      |              |               |               |  |  |               |               |
|  | Bélgica           |                   | 6              |        |                  | Suecia           | 7      |              |               |               |  |  |               |               |
|  |                   |                   |                | Canadá | 4                |                  |        |              |               |               |  |  |               |               |
|  | Canadá            | 7                 |                | Canadá | 4                |                  |        |              |               |               |  |  |               |               |
|  | Canadá            | 7                 | Estados Unidos | 7      |                  |                  |        |              |               |               |  |  |               |               |
|  |                   | Australia         | Estados Unidos | 7      | 3                |                  |        |              |               |               |  |  |               |               |
|  | Australia         | Australia         | 8              |        | 3                | Suecia           | 8      |              |               |               |  |  |               |               |
|  | Australia         |                   | 8              |        |                  | Suecia           | 8      |              |               |               |  |  |               |               |
|  |                   |                   |                | España | 2                |                  |        |              |               |               |  |  |               |               |
|  | Noruega           | 8                 |                | España | 2                |                  |        |              |               |               |  |  |               |               |
|  | Noruega           | 8                 | Letonia        | 6      |                  |                  |        |              |               |               |  |  |               |               |
|  |                   | Letonia           | Letonia        | 6      | 5                |                  |        |              |               |               |  |  |               |               |
|  | Suiza             | Letonia           | 3              |        | 5                | Noruega          | 3      | Tercer lugar | Tercer lugar  |               |  |  |               |               |
|  | Suiza             |                   | 3              |        |                  | Noruega          | 3      | Tercer lugar | Tercer lugar  |               |  |  |               |               |
|  |                   |                   |                | España | 4                |                  |        |              |               |               |  |  |               |               |
|  | España            | 6                 |                | España | 4                |                  |        |              |               |               |  |  |               |               |
|  | España            | 6                 | Japón          | 5      |                  |                  | Canadá | 4            |               |               |  |  |               |               |
|  |                   | Japón             | Japón          | 5      | 4                |                  | Canadá | 4            |               |               |  |  |               |               |
|  | Italia            | Japón             | 4              |        | 4                | Noruega          | 3      |              |               |               |  |  |               |               |
|  | Italia            |                   | 4              |        |                  | Noruega          | 3      |              |               |               |  |  |               |               |

## Medallistas
| Evento       | Oro                                                                     | Plata                                                             | Bronce                                                                   |
| ------------ | ----------------------------------------------------------------------- | ----------------------------------------------------------------- | ------------------------------------------------------------------------ |
| Equipo mixto | Suecia · Johan Nygren · Jennie Wåhlin · Fredrik Carlsén · Fanny Sjöberg | España · Sergio Vez · Oihane Otaegi · Mikel Unanue · Leire Otaegi | Canadá · Félix Asselin · Laurie St-Georges · Émile Asselin · Emily Riley |